# Cheltenham (Pennsylvania)
Cheltenham is een gemeentevrije plaats in Cheltenham Township in de Amerikaanse staat Pennsylvania. De plaats wordt als een buitenwijk van Philadelphia gezien. De plaats heeft een stedenband met Cheltenham in Engeland.
In de jaren 80 verhuisden er veel Koreanen naar Cheltenham vanuit de wijk Logan in Philadelphia.